# 2771 Polzunov
2771 Polzunov је астероид главног астероидног појаса чија средња удаљеност од Сунца износи 2,675 астрономских јединица (АЈ).
Апсолутна магнитуда астероида је 12,0.